# Volley Talmassons 2023-2024
Questa voce raccoglie le informazioni riguardanti il Volley Talmassons nelle competizioni ufficiali della stagione 2023-2024.

## Stagione
Nella stagione 2023-24 il Volley Talmassons assume la denominazione sponsorizzata di Cda Volley Talmassons Fvg.
Partecipa per la quinta volta consecutiva al campionato di Serie A2 terminando il girone A della regular season al quarto posto in classifica; nella pool promozione giunge al quarto posto, ottenendo l'accesso ai play-off promozione attraverso i quali, grazie alla vittoria sulla Futura Giovani nella serie di finale, ottiene la promozione in Serie A1.
A seguito del terzo posto in classifica al termine del girone di andata, si qualifica per la Coppa Italia di Serie A2 dove viene eliminata in semifinale dalla Wealth Planet Perugia.

## Organigramma societario
Area direttiva
- Presidente: Ambrogio Cattelan
- Direttore sportivo: Gianni De Paoli

Area tecnica
- Allenatore: Leonardo Barbieri
- Allenatore in seconda: Fabio Parazzoli
- Assistente allenatore: Andrea Altamuta
- Scout man: Giuliana Degan

Area sanitaria
- Coordinatore sanitario: Fabio Tenore
- Medico: Giovanni Piccolo
- Fisioterapista: Carlo Gallici
- Osteopata: Marco Toneatto
- Nutrizionista: Anna Zuliani

## Rosa
| N° | Nome                | Ruolo | Data di nascita   | Nazionalità sportiva |
| -- | ------------------- | ----- | ----------------- | -------------------- |
| 1  | Anita Bagnoli       | P     | 21 agosto 2004    | Italia               |
| 2  | Leah Hardeman       | S     | 18 ottobre 1995   | Stati Uniti          |
| 3  | Alessia Populini    | S     | 10 settembre 2000 | Italia               |
| 4  | Camilla Grazia      | C     | 5 agosto 2000     | Italia               |
| 5  | Isabella Monaco     | L     | 24 settembre 2001 | Italia               |
| 8  | Nicole Piomboni     | S     | 22 novembre 2005  | Italia               |
| 9  | Elisa Bole          | S     | 6 ottobre 2003    | Italia               |
| 10 | Chidera Eze         | P     | 2 settembre 2003  | Italia               |
| 11 | Júlia Kavalenka     | O     | 2 marzo 1999      | Portogallo           |
| 12 | Rebecca Feruglio    | P     | 24 febbraio 2006  | Italia               |
| 15 | Petra Gulich        | S     | 9 giugno 2006     | Italia               |
| 16 | Beatrice Negretti   | L     | 16 novembre 1999  | Italia               |
| 17 | Katja Eckl          | C     | 6 maggio 2003     | Italia               |
| 18 | Veronica Costantini | C     | 23 marzo 2003     | Italia               |

## Mercato
| Acquisti | Acquisti          | Acquisti             | Acquisti   |
| R.       | Nome              | da                   | Modalità   |
| -------- | ----------------- | -------------------- | ---------- |
| P        | Anita Bagnoli     | Volley 2.0           | definitivo |
| S        | Elisa Bole        | Libertas Martignacco | definitivo |
| C        | Katja Eckl        | Libertas Martignacco | definitivo |
| C        | Camilla Grazia    | Liberi e Forti       | definitivo |
| S        | Leah Hardeman     | Leskovac             | definitivo |
| O        | Júlia Kavalenka   | Vicenza              | definitivo |
| L        | Beatrice Negretti | Pro Victoria         | definitivo |
| S        | Nicole Piomboni   | Academy Piacenza     | definitivo |
| S        | Alessia Populini  | Mondovì              | definitivo |

| Cessioni | Cessioni             | Cessioni    | Cessioni   |
| R.       | Nome                 | a           | Modalità   |
| -------- | -------------------- | ----------- | ---------- |
| C        | Benedetta Campagnolo | Volano      | definitivo |
| C        | Anna Caneva          | Lecco Picco | definitivo |
| S        | Andrea Crisafulli    | Quiliano    | definitivo |
| L        | Giulia De Nardi      | AGIL        | definitivo |
| P        | Ilaria Michelini     | Sant'Anna   | definitivo |
| S        | Giovanna Milana      | Red Sparks  | definitivo |
| S        | Aurora Rossetto      | Sant'Anna   | definitivo |
| O        | Veronica Taborelli   | Esperia     | definitivo |
| S        | Elisa Tognini        | Ostiano     | definitivo |
| S        | Alice Trampus        | Fratte      | definitivo |

## Risultati

### Serie A2

#### Girone di andata
| 1ª Giornata - 8 ottobre 2023 Palazzetto dello Sport, Lignano Sabbiadoro   | Talmassons          | 3 - 2 | Volta                 | 19-25, 25-21, 25-20, 19-25, 15-9  |
| 2ª Giornata - 15 ottobre 2023 PalaScoppa, Soverato                        | Piadena             | 0 - 3 | Talmassons            | 17-25, 17-25, 18-25               |
| 3ª Giornata - 22 ottobre 2023 Palazzetto dello Sport, Lignano Sabbiadoro  | Talmassons          | 2 - 3 | Wealth Planet Perugia | 18-25, 25-19, 19-25, 28-26, 11-15 |
| 4ª Giornata - 28 ottobre 2023 Palazzetto dello Sport, Lignano Sabbiadoro  | Talmassons          | 3 - 2 | Sant'Anna             | 29-27, 16-25, 25-14, 19-25, 15-9  |
| 5ª Giornata - 2 novembre 2023 PalaBorsani, Castellanza                    | Futura Giovani      | 3 - 0 | Talmassons            | 25-18, 25-21, 25-22               |
| 6ª Giornata - 5 novembre 2023 Palazzo dello Sport, Trebaseleghe           | Fratte              | 0 - 3 | Talmassons            | 19-25, 16-25, 16-25               |
| 7ª Giornata - 12 novembre 2023 Palazzetto dello Sport, Lignano Sabbiadoro | Talmassons          | 3 - 0 | Alba                  | 25-19, 25-22, 25-23               |
| 8ª Giornata - 19 novembre 2023 PalaRoma, Montesilvano                     | Beach World Pescara | 0 - 3 | Talmassons            | 15-25, 21-25, 22-25               |
| 9ª Giornata - 22 novembre 2023 Palazzetto dello Sport, Lignano Sabbiadoro | Talmassons          | 3 - 2 | Millenium Brescia     | 25-27, 19-25, 25-17, 25-17, 15-12 |

#### Girone di ritorno
| 10ª Giornata - 25 novembre 2023 PalaDozza, Bologna                         | Volta                 | 1 - 3 | Talmassons          | 25-21, 20-25, 23-25, 23-25 |
| 11ª Giornata - 3 dicembre 2023 Palazzetto dello Sport, Lignano Sabbiadoro  | Talmassons            | 3 - 1 | Piadena             | 21-25, 25-19, 25-20, 25-13 |
| 12ª Giornata - 10 dicembre 2023 PalaEvangelisti, Perugia                   | Wealth Planet Perugia | 3 - 1 | Talmassons          | 27-25, 20-25, 25-18, 25-23 |
| 13ª Giornata - 16 dicembre 2023 PalaRescifina, Messina                     | Sant'Anna             | 3 - 1 | Talmassons          | 25-20, 22-25, 25-18, 25-21 |
| 14ª Giornata - 23 dicembre 2023 Palazzetto dello Sport, Lignano Sabbiadoro | Talmassons            | 3 - 1 | Futura Giovani      | 22-25, 25-20, 25-20, 25-22 |
| 15ª Giornata - 27 dicembre 2023 Palazzetto dello Sport, Lignano Sabbiadoro | Talmassons            | 3 - 1 | Fratte              | 25-19, 20-25, 25-19, 25-10 |
| 16ª Giornata - 6 gennaio 2024 PalaFrancescucci, Casnate con Bernate        | Alba                  | 3 - 0 | Talmassons          | 25-23, 25-10, 25-21        |
| 17ª Giornata - 14 gennaio 2024 Palazzetto dello Sport, Lignano Sabbiadoro  | Talmassons            | 3 - 0 | Beach World Pescara | 25-15, 25-14, 25-18        |
| 18ª Giornata - 21 gennaio 2024 PalaGeorge, Montichiari                     | Millenium Brescia     | 3 - 0 | Talmassons          | 25-22, 25-13, 25-23        |

#### Pool promozione
| 1ª Giornata - 27 gennaio 2024 Palazzetto dello Sport, Lignano Sabbiadoro      | Talmassons          | 3 - 2 | Esperia             | 25-22, 25-20, 23-25, 21-25, 19-17 |
| 2ª Giornata - 4 febbraio 2024 PalaFontescodella, Macerata                     | Helvia Recina       | 0 - 3 | Talmassons          | 21-25, 15-25, 21-25               |
| 3ª Giornata - 10 febbraio 2024 PalaManera, Mondovì                            | Mondovì             | 3 - 2 | Talmassons          | 23-25, 27-25, 25-16, 24-26, 17-15 |
| 4ª Giornata - 14 febbraio 2024 Palazzetto dello Sport, Lignano Sabbiadoro     | Talmassons          | 2 - 3 | Adolfo Consolini    | 25-20, 23-25, 25-21, 23-25, 5-15  |
| 5ª Giornata - 25 febbraio 2024 PalaFerroli, San Bonifacio                     | Montecchio Maggiore | 0 - 3 | Talmassons          | 21-25, 21-25, 20-25               |
| 6ª Giornata - 2 marzo 2024 PalaRadi, Cremona                                  | Esperia             | 1 - 3 | Talmassons          | 14-25, 29-27, 23-25, 19-25        |
| 7ª Giornata - 10 marzo 2024 Palazzetto dello Sport, Lignano Sabbiadoro        | Talmassons          | 3 - 0 | Helvia Recina       | 25-23, 25-19, 25-20               |
| 8ª Giornata - 17 marzo 2024 Palazzetto dello Sport, Lignano Sabbiadoro        | Talmassons          | 3 - 1 | Mondovì             | 25-15, 25-16, 21-25, 25-20        |
| 9ª Giornata - 24 marzo 2024 Palazzetto dello Sport, San Giovanni in Marignano | Adolfo Consolini    | 2 - 3 | Talmassons          | 25-21, 22-25, 20-25, 25-18, 9-15  |
| 10ª Giornata - 30 marzo 2024 Palazzetto dello Sport, Lignano Sabbiadoro       | Talmassons          | 2 - 3 | Montecchio Maggiore | 25-17, 21-25, 25-21, 20-25, 12-15 |

#### Play-off promozione
| 1ª Giornata - 7 aprile 2024 PalaRescifina, Messina            | Sant'Anna      | 2 - 3 | Talmassons     | 25-21, 25-15, 23-25, 25-27, 13-15 |
| 2ª Giornata - 10 aprile 2024 Palazzetto dello Sport, Latisana | Talmassons     | 1 - 3 | Sant'Anna      | 25-19, 23-25, 23-25, 21-25        |
| 3ª Giornata - 14 aprile 2024 PalaRescifina, Messina           | Sant'Anna      | 0 - 3 | Talmassons     | 19-25, 23-25, 17-25               |
| 1ª Giornata - 20 aprile 2024 PalaBorsani, Castellanza         | Futura Giovani | 0 - 3 | Talmassons     | 23-25, 20-25, 17-25               |
| 2ª Giornata - 25 aprile 2024 Palazzetto dello Sport, Latisana | Talmassons     | 3 - 0 | Futura Giovani | 31-29, 25-20, 25-17               |

### Coppa Italia di Serie A2
| 1ª Giornata - 10 gennaio 2024 PalaFerroli, San Bonifacio | Montecchio Maggiore   | 0 - 3 | Talmassons | 16-25, 20-25, 23-25 |
| 1ª Giornata - 31 gennaio 2024 PalaEvangelisti, Perugia   | Wealth Planet Perugia | 3 - 0 | Talmassons | 25-15, 25-20, 25-21 |

## Statistiche

### Statistiche di squadra
| Competizione             | Punti | In casa | In casa | In casa | In trasferta | In trasferta | In trasferta | Totale | Totale | Totale |
| Competizione             | Punti | G       | V       | P       | G            | V            | P            | G      | V      | P      |
| ------------------------ | ----- | ------- | ------- | ------- | ------------ | ------------ | ------------ | ------ | ------ | ------ |
| Serie A2                 | 56    | 16      | 12      | 4       | 17           | 11           | 6            | 33     | 23     | 10     |
| Coppa Italia di Serie A2 |       | 0       | 0       | 0       | 2            | 1            | 1            | 2      | 1      | 1      |
| Totale                   | -     | 16      | 12      | 4       | 19           | 12           | 7            | 35     | 24     | 11     |

G = partite giocate; V = partite vinte; P = partite perse 

### Statistiche dei giocatori
| Giocatore     | Serie A2 | Serie A2 | Serie A2 | Serie A2 | Serie A2 | Coppa Italia di Serie A2 | Coppa Italia di Serie A2 | Coppa Italia di Serie A2 | Coppa Italia di Serie A2 | Coppa Italia di Serie A2 | Totale | Totale | Totale | Totale | Totale |
| Giocatore     | P        | PT       | AV       | MV       | BV       | P                        | PT                       | AV                       | MV                       | BV                       | P      | PT     | AV     | MV     | BV     |
| ------------- | -------- | -------- | -------- | -------- | -------- | ------------------------ | ------------------------ | ------------------------ | ------------------------ | ------------------------ | ------ | ------ | ------ | ------ | ------ |
| A. Bagnoli    | 14       | 2        | 0        | 0        | 2        | -                        | -                        | -                        | -                        | -                        | 14     | 2      | 0      | 0      | 2      |
| E. Bole       | 24       | 36       | 27       | 7        | 2        | 2                        | 1                        | 1                        | 0                        | 0                        | 26     | 37     | 28     | 7      | 2      |
| V. Costantini | 33       | 299      | 184      | 106      | 9        | 2                        | 9                        | 5                        | 4                        | 0                        | 35     | 308    | 189    | 110    | 9      |
| K. Eckl       | 33       | 376      | 238      | 117      | 21       | 2                        | 18                       | 15                       | 2                        | 1                        | 35     | 394    | 253    | 119    | 22     |
| C. Eze        | 33       | 134      | 62       | 55       | 17       | 2                        | 5                        | 1                        | 3                        | 1                        | 35     | 139    | 63     | 58     | 18     |
| R. Feruglio   | 1        | 0        | 0        | 0        | 0        | 0                        | 0                        | 0                        | 0                        | 0                        | 1      | 0      | 0      | 0      | 0      |
| C. Grazia     | 9        | 18       | 8        | 7        | 3        | 1                        | 1                        | 0                        | 1                        | 0                        | 10     | 19     | 8      | 8      | 3      |
| P. Gulich     | 1        | 0        | 0        | 0        | 0        | -                        | -                        | -                        | -                        | -                        | 1      | 0      | 0      | 0      | 0      |
| L. Hardeman   | 32       | 532      | 453      | 56       | 23       | 2                        | 18                       | 13                       | 2                        | 3                        | 34     | 550    | 466    | 58     | 26     |
| J. Kavalenka  | 29       | 171      | 146      | 14       | 11       | 0                        | 0                        | 0                        | 0                        | 0                        | 29     | 171    | 146    | 14     | 11     |
| I. Monaco     | 8        | 0        | 0        | 0        | 0        | 1                        | 0                        | 0                        | 0                        | 0                        | 9      | 0      | 0      | 0      | 0      |
| B. Negretti   | 33       | 0        | 0        | 0        | 0        | 2                        | 0                        | 0                        | 0                        | 0                        | 35     | 0      | 0      | 0      | 0      |
| N. Piomboni   | 31       | 241      | 213      | 15       | 13       | 2                        | 17                       | 15                       | 2                        | 0                        | 33     | 258    | 228    | 17     | 13     |
| A. Populini   | 33       | 359      | 311      | 16       | 32       | 2                        | 26                       | 22                       | 0                        | 4                        | 35     | 385    | 333    | 16     | 36     |

P = presenze; PT = punti totali; AV = attacchi vincenti; MV = muri vincenti; BV = battute vincenti